# فرانتیشک چلاکوفسکی
فرانتیشِک چِلاکوفسکی (چکی: František Čelakovský؛ ۷ مارس ۱۷۹۹ – ۵ اوت ۱۸۵۲) شاعر، مترجم، زبان‌شناس و منتقد ادبی اهل امپراتوری اتریش (جمهوری چک کنونی) بود. او یکی از چهره های مهم در «احیای ملی» چک بود.